# 阿依嘎尔特河
阿依嘎尔特河，位于中华人民共和国新疆维吾尔自治区克孜勒苏柯尔克孜自治州乌恰县南部的一条河流，是克孜勒苏河右岸支流。发源于昆盖山北坡，大体由西南向东北流，于康苏镇玛依喀克生态定居基地（原属膘尔托阔依乡）西北汇入克孜勒苏河。河流全长78.5千米，流域面积1376平方千米，年均径流量约1.7亿立方米。山口处建有玛依喀克尔引水枢纽，将部分河水引入玛依喀克尔灌区。